# De Fructibus et Seminibus Plantarum

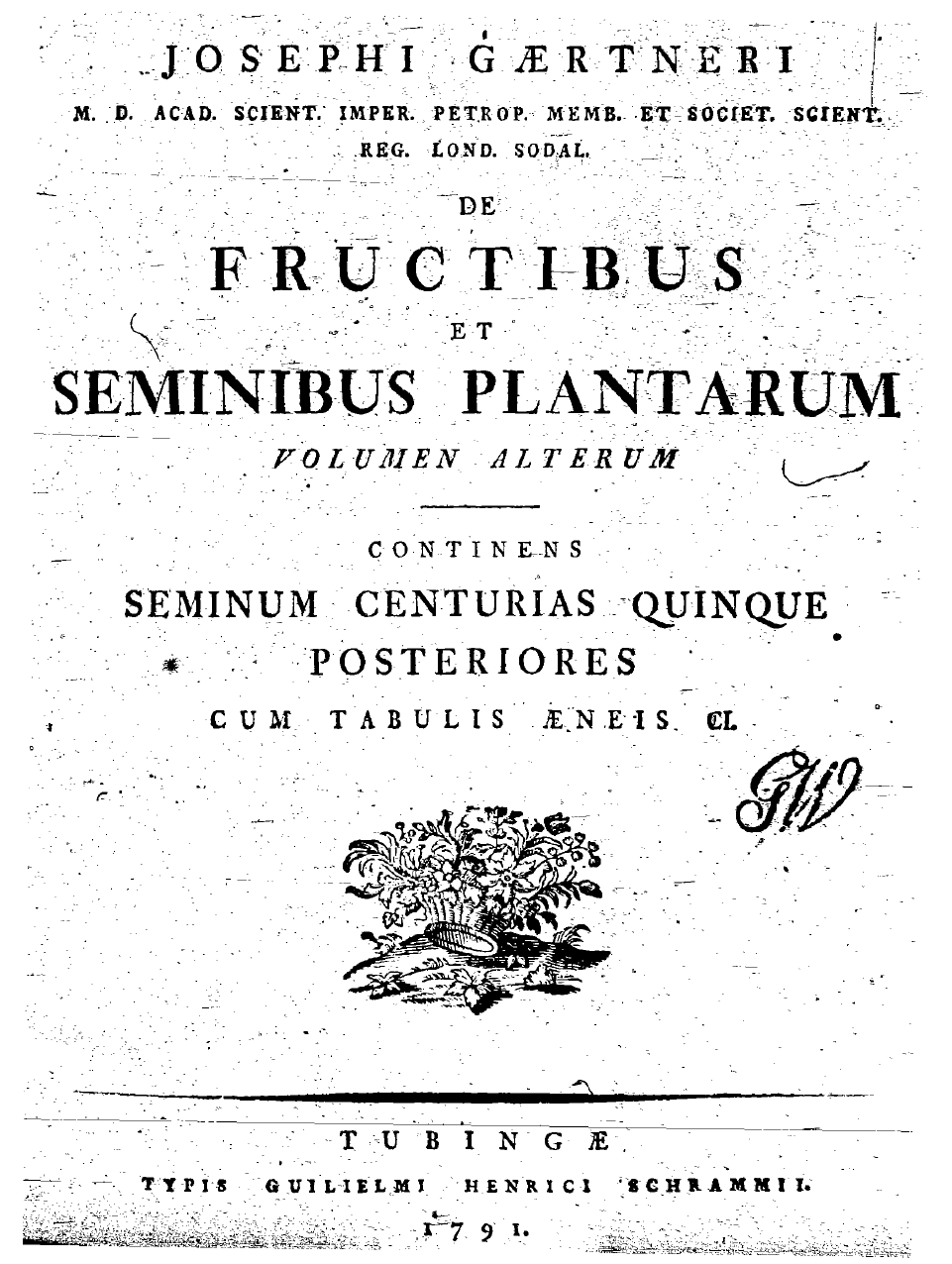
Frontispício de De Fructibus et Seminibus Plantarum

De Fructibus et Seminibus Plantarum, também conhecido pela abreviatura Fruct. Sem. Pl., é um tratado de Botânica elaborado por Joseph Gaertner. O primeiro volume foi publicado em 1788. O segundo volume foi publicado em quatro partes, em 1790, 1791 (2 partes) e 1792, respectivamente. Um terceiro volume foi publicado após a morte de Gaertner, pelo seu filho  Carl Friedrich von Gaertner, entre 1805 e 1807. Este volume final é também conhecido como Supplementum Carpologicae, abreviado Suppl. Carp..
De Fructibus foi baseado em espécimenes de mais de um milhar de géneros, incluindo exemplares da Austrália e Pacífico, da colecção de Sir Joseph Banks, e exemplares da África do Sul, da colecção de Carl Peter Thunberg. Foi essencialmente um estudo sobre frutos e sementes, mas a resultante classificação era apreciável para a sua época.